# Umberto Agnelli
Umberto Agnelli (Lausanne, 1 de novembro de 1934 – Piemonte, 27 de maio de 2004) foi um industrial, político e dirigente esportivo italiano.
Atuou como CEO da italiana FIAT, uma das maiores fabricantes de automóveis do mundo, de 1970 a 1976 e, com a morte de seu irmão Gianni, foi brevemente presidente do Grupo FIAT, 2003–2004, até sua morte, aos 69 anos. Ele também foi presidente e depois presidente honorário da Juventus de Turim, time de futebol há muito tempo associado à FIAT e à família Agnelli, e foi por um tempo presidente da Federação Italiana de Futebol (FIGC). Foi senador da República Italiana, de 1976 a 1979. Em 2015, foi postumamente ingressado no Hall da Fama do Futebol Italiano.

## Vida e carreira

### Primeiros anos de vida e educação
Agnelli nasceu em Lausanne, na Suíça, último dos sete filhos de Edoardo (filho do fundador da FIAT em 1899) e Virginia Bourbon del Monte di San Faustino (depois de Clara, Giovanni, Susanna, Maria Sole, Cristiana e Giorgio); não tinha nem um ano de idade quando ficou órfão de seu pai, que morreu em um acidente aéreo em 1935, e onze quando perdeu a mãe, vítima de um acidente de carro; completou seus estudos em Turim, mas formou-se em direito na Universidade de Catania, em 1959. Quando jovem, foi oficial do 1º Reggimento Cavalleria Blindata "Nizza Cavalleria" de Pinerolo, nos anos de 1952–1954.

### Carreira

#### Juventus Football Club
Em 1956, com apenas 22 anos, tornou-se presidente da Juventus Football Club, clube de futebol da cidade de Turim, um período de conquistas do clube que contava com lendas do futebol como John Charles e Omar Sivori e que rendeu as conquistas dos campeonatos da Serie A de 1957–58, o que lhes permitiu usar sua primeira estrela de ouro em suas camisas para marcar dez conquistas no campeonato nacional, 1959–60 e 1960–61. Agnelli permaneceu no cargo até 1962.

#### Federação Italiana de Futebol
Entre 1959 e 1962, Agnelli também foi presidente da Federação Italiana de Futebol (FIGC).

#### FIAT
Depois da formatura em direito em 1959, Umberto foi encarregado da SAI (do italiano: Società Assicuratrice Industriale), uma pequena empresa de seguros que fazia seus negócios exclusivamente com a FIAT. Durante os 16 anos que se seguiram, ele supervisionou sua transformação em um dos principais grupos de seguros da Itália.
Em 1965, tornou-se presidente da SIMCA (do frâncês: Société industrielle de Mécanique et de Carrosserie Automobile), uma antiga subsidiária francesa da FIAT e de uma subsidiário do grupo Piaggio — uma companhia italiana que fabrica carros, aviões, motociclos e barcos —, que ocupou até 1988 passando então, como herdeiro natural, ao primogênito. Cinco anos depois, tornou-se diretor administrativo do grupo — posição que ocupou até 1976, quando deixou a empresa para ocupar uma cadeira no parlamento italiano, servindo por três anos como senador democrata-cristão.
Retornando à FIAT como diretor executivo em 1979, ele logo assumiu a presidência da divisão de carros-chave do grupo, a FIAT Auto. Durante a década de 1980, porém, dedicou uma parte cada vez maior de suas energias à construção de uma das mais importantes empresas de investimento europeu, controlada pela família Agnelli, a IFIL (do italiano: Istituto Finanziario Industriale Laniero; ou IFIL Investments S.p.A.; atualmente conhecida como Exor).
Embora fosse executivo sênior da empresa da família, a FIAT, Umberto Agnelli, viveu a maior parte de sua vida à sombra de seu irmão Gianni (morto em 30 de janeiro de 2003). Mas, embora sem a exuberância e a fama do homem mais velho da família, ele ainda pode ser visto como um empresário mais bem-sucedido.

#### Morte
Em 27 de maio de 2004, Agnelli, que na ocasião, era presidente da empresa de automóveis FIAT, morreu em sua casa em Mandria, nos arredores de Turim, 15 meses depois da morte de seu irmão mais velho, Giovanni.

### Vida pessoal

#### Primeiro casamento
Seu primeiro casamento ocorreu em 1959, com Antonella Bechi Piaggio – filha adotiva de Enrico Piaggio, empresário da indústria de aeronaves e motocicletas – de quem teve três filhos, os gêmeos (Alberto e Enrico), nascidos em julho de 1962 e mortos dias depois do nascimento, e o terceiro filho foi Giovanni Alberto nascido em 1964. Este filho, herdeiro cuidadosamente preparado para o cargo na FIAT, morreu de câncer no estômago em 1997, aos 33 anos.

#### Divórcio e segundo casamento
Em 1974, divorciou-se de Antonella, e casou-se com Allegra Caracciolo di Castagneto – prima de Marella Caracciolo, esposa de seu irmão, Gianni Agnelli – que lhe deu um filho, Andrea em 1975 e uma filha, Anna em 1978. Em 19 de maio de 2010, seu filho, Andrea Agnelli, seguindo os passos do pai, assumiu a presidência da Juventus de Turim.